# Opuntia amyclaea
Opuntia amyclaea ist eine Pflanzenart in der Gattung der Opuntien (Opuntia) aus der Familie der Kakteengewächse (Cactaceae). Das Artepitheton amyclaea verweist auf das Vorkommen der Art beim italienischen Ort Amyclas, später Monticelli.

## Beschreibung
Opuntia amyclaea wächst strauchig. Die glauk dunkelgrünen, dicken, länglichen bis elliptischen Triebabschnitte sind 30 bis 40 Zentimeter lang. Die darauf befindlichen scharf zugespitzten, roten Blattrudimente sind bis zu 4 Millimeter lang. Die kleinen Areolen sind mit ein bis zwei kurzen Borsten und hinfälligen  bräunlichen Glochiden besetzt. Die ein bis vier steifen, spreizenden, fast senkrecht abstehenden Dornen sind weißlich und meist kürzer als 3 Zentimetern.
Die Blüten sind gelb, die Früchte nicht saftig.

## Verbreitung und Systematik
Das natürliche Verbreitungsgebiet von Opuntia amyclaea ist unbekannt. Sie wird in Mexiko kultiviert und ist im Süden Europas verwildert.
Die Erstbeschreibung als „Opuntia amiclaea“ erfolgte 1826 durch Michele Tenore. Nomenklatorische Synonyme sind Opuntia ficus-indica f. amyclaea (Ten.) Schelle (1907) und Opuntia ficus-indica var. amyclaea (Ten.) A.Berger (1912).

## Nachweise